# Újezd (district de Znojmo)
Pour les articles homonymes, voir Újezd.
Újezd (en allemand : Aujezd) est une commune du district de Znojmo, dans la région de Moravie-du-Sud, en République tchèque. Sa population s'élevait à 80 habitants en 2020.

## Géographie
Újezd se trouve à 19 km au nord de Znojmo, à 45 km au sud-ouest de Brno et à 166 km au sud-est de Prague.
La commune est limitée par Biskupice-Pulkov au nord-ouest, par Litovany au nord, par Přešovice au nord-est, par Tavíkovice à l'est, par Běhařovice au sud, et par Slatina à l'ouest.

## Histoire
La première mention écrite du village date de 1320.